# VfL Gummersbach
Der VfL Gummersbach (vollständiger Name: Verein für Leibesübungen Gummersbach von 1861 e. V.) ist ein Sportverein aus Gummersbach. Gegründet am 3. März 1861, wurde der VfL Gummersbach vor allem durch die Erfolge seiner Handballmannschaft, die im Jahr 1925 entstand, bekannt. Der VfL Gummersbach war bis zur Saison 2018/19 der einzige Verein, der seit Gründung der ersten Handball-Bundesliga ununterbrochen erstklassig spielte. Das Gründungsmitglied war darüber hinaus der erste Deutsche Meister der Handball-Bundesliga. Seither gehört der zwölffache Meister und elfmalige Europapokalsieger zu den bekanntesten und traditionsreichsten Handballvereinen der Welt.
Der VfL hat in der Vergangenheit viele nationale sowie internationale Titel gewonnen, Bekannte Spieler waren damals Heiner Brand, Hansi Schmidt und Joachim Deckarm. Zur Saison 2021/2022 gelang die Rückkehr der Bundesliga-Mannschaft ins deutsche Oberhaus.

## Der Verein
Gegründet wurde am 3. März 1861 zunächst der Gummersbacher Turnverein (GTV). Zunächst wurde im GTV ausschließlich geturnt. Bereits drei Jahre nach seiner Gründung richtete der Verein erstmals das Bergische Gauturnfest aus, das danach noch weitere Male in Gummersbach stattfand. 1884 wurde die Jugendabteilung des GTV gegründet, 1906 wurden erstmals auch Frauen als Mitglieder aufgenommen. Infolgedessen stellte sich die bis dahin benutzte Sporthalle als zu klein dar. Dieses Problem wurde zwei Jahre später gelöst, als eine zweite Halle zur Verfügung gestellt wurde, was einen ausgeweiteten Trainingsbetrieb ermöglichte. Nach Ende des Ersten Weltkrieges wurde der Verein reaktiviert und erhielt eine neue Satzung.
Im April 1937 fusionierte der GTV mit weiteren Sportvereinen vor Ort, unter anderem dem SSV Gummersbach und nannte sich von da an VfL Gummersbach von 1861. Bei diesem Zusammenschluss wurden auch weitere Sportarten in den Verein eingegliedert, unter anderem Handball, Fußball, Leichtathletik und Wintersport. Wie schon von 1914 bis 1918 gab es auch im Zweiten Weltkrieg keinen Sportbetrieb im VfL. Am 29. September 1945 wurde der Verein ein weiteres Mal neu gegründet.

## Handball im VfL

### Geschichte

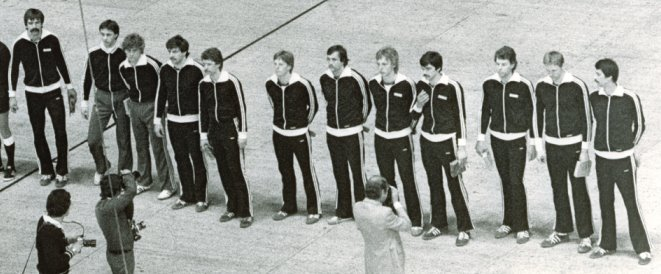
Die Mannschaft des VfL Gummersbach bei einem Europapokalspiel in Dortmund 1977

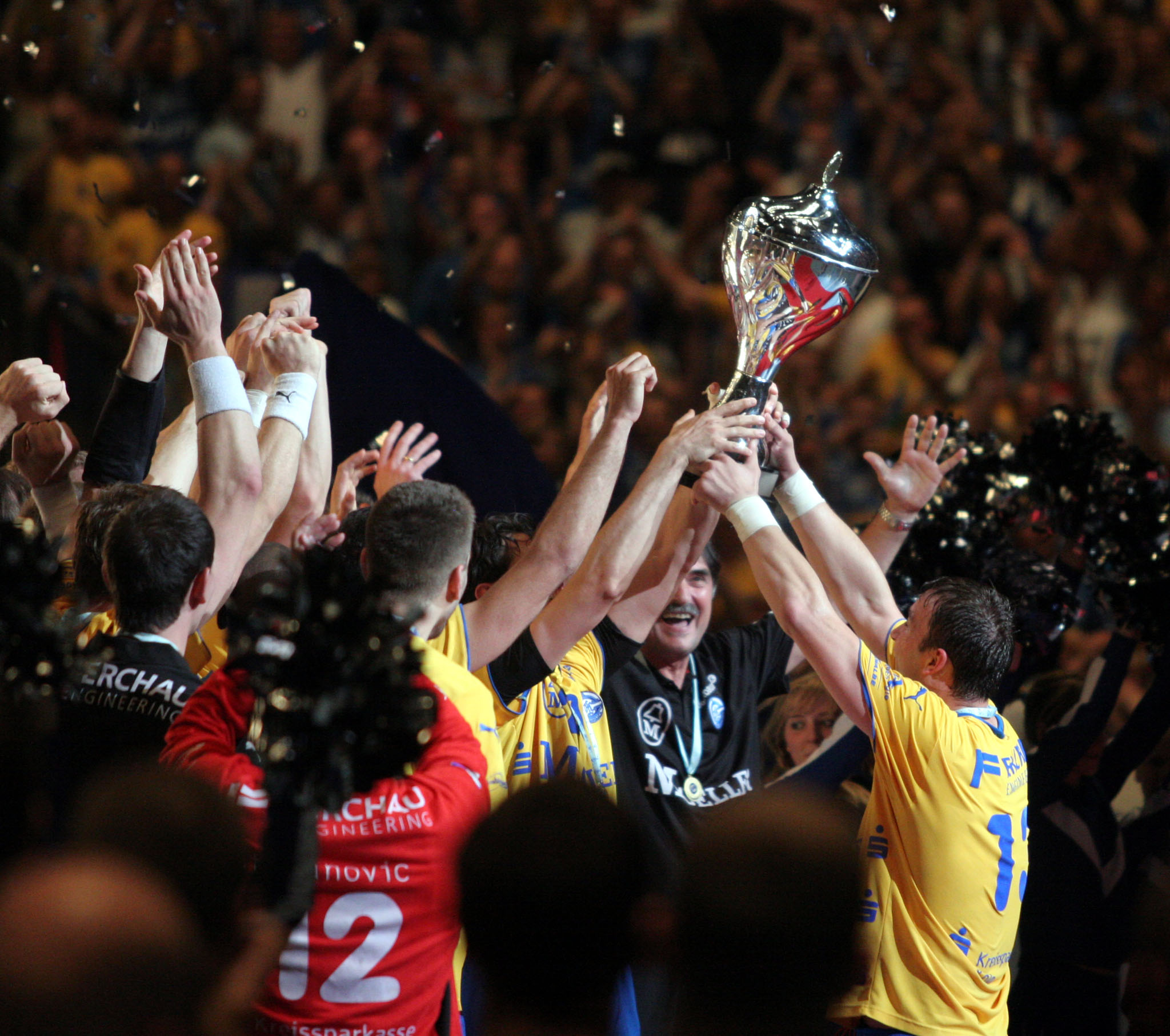
Der VfL Gummersbach mit dem gewonnenen EHF-Pokal am 1. Juni 2009 in der Kölner Lanxess-Arena

Die Handball-Abteilung des VfL Gummersbach wurde im Jahre 1925 gegründet. Der Verein spielte von 1933 bis 1939 in der erstklassigen Handball-Gauliga Mittelrhein. Während in Deutschland noch hauptsächlich Feldhandball gespielt wurde, konzentrierte man sich im VfL bereits sehr früh auf das Spiel in der Halle. 1966, Feldhandball war zu diesem Zeitpunkt noch deutlich populärer, gewann der VfL seine erste deutsche Meisterschaft in der Halle und qualifizierte sich für die neu eingerichtete Bundesliga. Ein Jahr später sorgte der Verein im Europapokal der Landesmeister für Furore, als in der Spielzeit 1966/67 nach Siegen gegen mehrere europäische Spitzenteams der Titel erstmals ins Bergische Land geholt wurde. Nach zwei weiteren Meisterschaften (1967 und 1969) erreichte der VfL das Europapokalfinale 1970, das er gegen den SC Dynamo Berlin gewann. Insgesamt waren die 1970er Jahre mit vier Meisterschaften, zwei DHB-Pokalsiegen sowie fünf Titeln im Europapokal die erfolgreichsten in der Vereinsgeschichte. Zudem stellte der VfL einige Spieler der Weltmeistermannschaft von 1978, die zumeist aus der sehr erfolgreichen Jugendarbeit des Vereins kamen.
Auch in den 1980er Jahren blieb der VfL Gummersbach neben TUSEM Essen und dem TV Großwallstadt die stärkste Mannschaft in West-Deutschland. Der VfL gewann den Titel 1982, 1983, 1985 und 1988. Hinzu kamen weitere Erfolge im deutschen und europäischen Pokalwettbewerb. Unter anderem war Gummersbach die erste Mannschaft, die den neu eingeführten IHF-Pokal gewinnen konnte (1982).
1997 wurden die enormen finanziellen Probleme des VfL bekannt. Spieler mussten auf Teile ihres Gehaltes verzichten oder verkauft werden. Zu dieser Zeit wurde die VfL Handball Gummersbach GmbH gegründet, der Profihandball aus dem Stammverein ausgegliedert und eine finanzielle Konsolidierung erreicht.
Im Jahr 2005 wurde die Handballakademie VfL Gummersbach gegründet.
In der Bundesliga-Saison 2004/05 erreichte der VfL nach 13-jähriger Abstinenz mit dem EHF-Pokal erstmals wieder einen europäischen Wettbewerb. Endstation war im Halbfinale der SC Magdeburg. Vorher wurden die Grasshoppers Zürich, US Dunkerque HB sowie Dunaferr SE besiegt. In der Saison 2006/07 erreichte der VfL in der EHF Champions League das Viertelfinale und scheiterte dort an BM Valladolid. In der EHF-Champions-League-Saison 2007/08 scheiterte er in der Hauptrunde am späteren Sieger BM Ciudad Real. Für die EHF-Pokal-Saison 2008/09 qualifizierte sich Gummersbach und gewann durch den Finalsieg gegen RK Velenje den ersten internationalen Titel seit 26 Jahren. Auf dem Weg ins Finale gewann die Mannschaft um Sead Hasanefendić im Achtelfinale gegen den deutschen Konkurrenten SC Magdeburg.
Ein Jahr nach dem Gewinn der Trophäe errang der VfL den EHF-Europapokal der Pokalsieger 2009/10 durch einen Finalsieg gegen BM Granollers (Hinspiel 34:25, Rückspiel in Granollers 33:37). Überragender Akteur auf Seiten der Gummersbacher war Viktor Szilágyi. Der Titel konnte in der EHF-Pokal-Saison 2010/11 gegen Tremblay-en-France nach einem 30:28-Auswärtserfolg in Köln vor 7800 Zuschauern durch ein 26:26 (10:15) erfolgreich verteidigt werden. Passend zum 150-jährigen Vereinsjubiläum erreichte der VfL damit – erneut unter Trainer Sead Hasanefendić – einen historischen Erfolg: Selbst in den erfolgreichsten Zeiten waren dem Traditionsverein keine drei Europapokal-Siege in Folge gelungen.
Die Mannschaft startete die Titelverteidigung nach Bekanntwerden einer vorläufigen Lizenzverweigerung für die Bundesliga-Saison 2011/12 (Ursache war eine Liquiditätslücke im Etat von über 2 Millionen Euro, die jedoch innerhalb einer Woche von Fans und Förderern geschlossen werden konnte.). Durch Nachbesserung der Unterlagen wurde erfolgreich Widerspruch gegen den Lizenzentzug eingelegt; dies führte zur Erteilung der Lizenz unter strengen Auflagen durch die Handball-Bundesliga. Dem Verein gelang es damit zum vierten Mal in seiner Geschichte (1996, 2000, 2009, 2011), ein drohendes finanzielles Ende abzuwenden.
Zum Abschluss der Bundesliga-Saison 2018/19 stieg der VfL Gummersbach erstmals aus der Bundesliga ab. Nachdem der Verein seine erste Spielzeit in der 2. Bundesliga (2019/20), die wegen der COVID-19-Pandemie abgebrochen wurde, auf dem vierten Tabellenplatz beendet hatte, hatten die Oberbergischen in der Saison 2020/21 das Ziel, wieder in die Bundesliga aufzusteigen; mit dem 3. Platz wurde das Ziel verfehlt. In der Saison 2021/22 gelang dem VfL die Rückkehr in die Bundesliga, wobei er überlegen Meister der 2. Bundesliga wurde. In seinem ersten Jahr nach der Rückkehr belegte man am Ende der Saison 2022/23 den zehnten Tabellenplatz. In der Spielzeit 2023/24 erreichte der VfL den 6. Tabellenplatz, der die Oberbergischen in der Saison 2024/25 zur Teilnahme an der Qualifikationsrunde für die EHF European League berechtigt.

### Aktueller Kader 2025/26

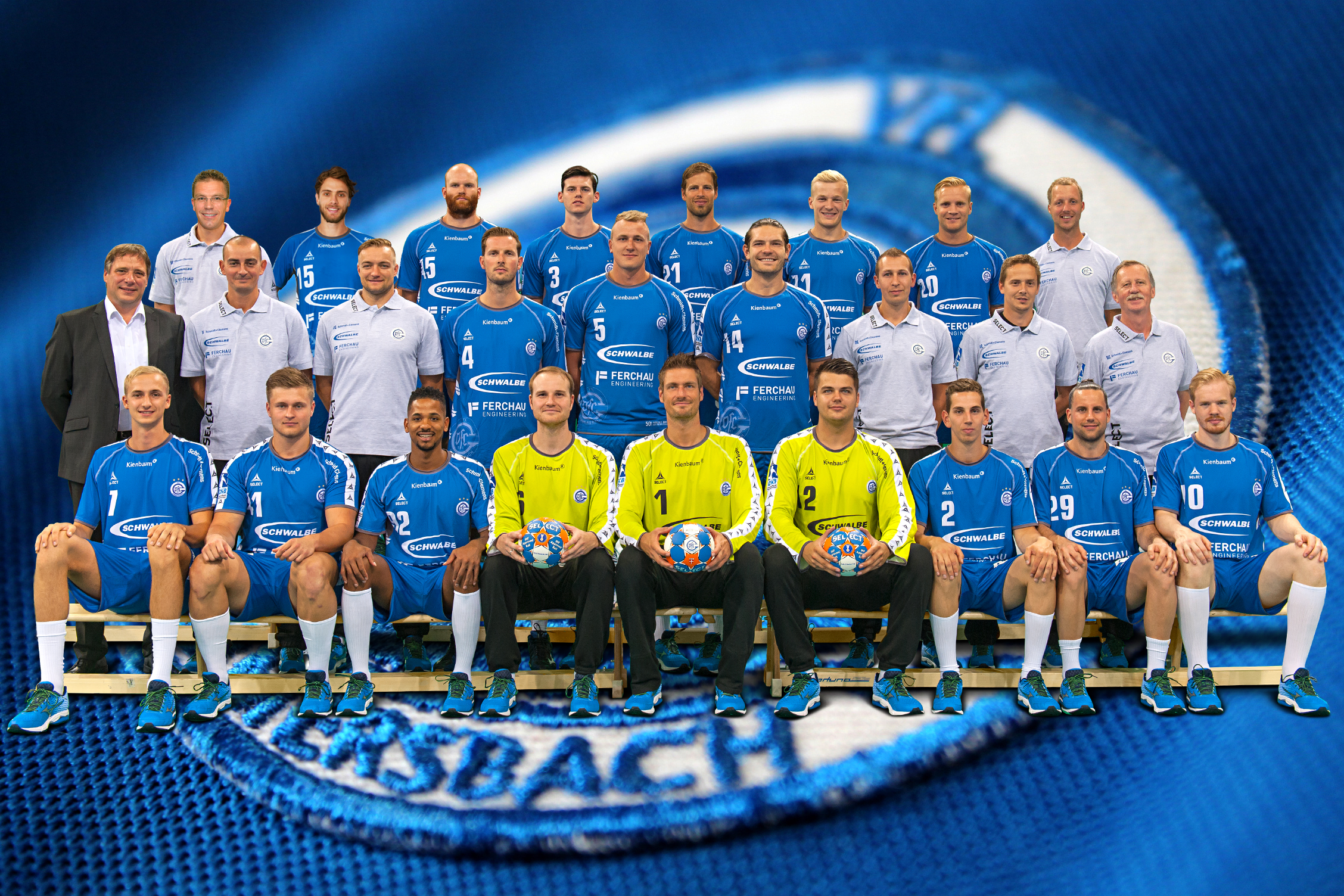
VfL Gummersbach Saison 2015/16

| Nr. | Nation      | Name                  | Position | Geburtstag | Größe  |
| --- | ----------- | --------------------- | -------- | ---------- | ------ |
| 1   | Kroatien    | Dominik Kuzmanović    | TW       | 15.08.2002 | 1,91 m |
| 16  | Danemark    | Bertram Obling        | TW       | 26.09.1995 | 1,93 m |
| 03  | Portugal    | João Gomes            | RR       | 06.09.2002 | 1,78 m |
| 04  | Island      | Elliði Snær Viðarsson | KM       | 15.11.1998 | 1,92 m |
| 05  | Slowenien   | Tilen Kodrin          | LA       | 14.05.1994 | 1,90 m |
| 06  | Montenegro  | Miloš Vujović         | LA       | 05.09.1993 | 1,81 m |
| 07  | Deutschland | Julian Köster         | RM, RL   | 16.03.2000 | 2,00 m |
| 08  | Deutschland | Lukas Blohme          | RA       | 07.11.1994 | 1,89 m |
| 11  | Deutschland | Mathis Häseler        | RA       | 25.06.2002 | 1,89 m |
| 14  | Island      | Teitur Örn Einarsson  | RR, RA   | 23.09.1998 | 1,90 m |
| 15  | Deutschland | Miro Schluroff        | RL       | 25.04.2000 | 1,98 m |
| 22  | Frankreich  | Kentin Mahé           | RM       | 22.05.1991 | 1,86 m |
| 23  | Deutschland | Ole Pregler           | RM       | 26.05.2002 | 1,92 m |
| 27  | Slowenien   | Kristjan Horžen       | KM       | 08.12.1999 | 1,92 m |
| 30  | Deutschland | Tom Kiesler           | RL       | 24.04.2001 | 1,88 m |
| 31  | Niederlande | Kay Smits             | RR       | 31.03.1997 | 1,86 m |
| 66  | Tschechien  | Štěpán Zeman          | KM       | 09.05.1997 | 2,03 m |

#### Trainer- und Betreuerstab
| Nr. | Nation   | Name                    | Funktion   | Geburtstag |
| --- | -------- | ----------------------- | ---------- | ---------- |
| B   | Island   | Guðjón Valur Sigurðsson | Trainer    | 08.08.1979 |
| A   | Portugal | Gonçalo Miranda         | Co-Trainer | 09.03.1993 |

#### Transfers zur Saison 2025/26
| Zugänge              | Zugänge    | Zugänge                |
| Nation               | Name       | abgebender Verein      |
| -------------------- | ---------- | ---------------------- |
| Portugal             | João Gomes | Sporting Lissabon      |
| Niederlande          | Kay Smits  | SG Flensburg-Handewitt |
| Stand: 20. Juni 2025 |            |                        |

| Abgänge                | Abgänge              | Abgänge                |
| Nation                 | Name                 | aufnehmender Verein    |
| ---------------------- | -------------------- | ---------------------- |
| Deutschland            | Anel Durmić          | HSG Krefeld, Leihe     |
| Deutschland            | Tom Koschek          | SC DHfK Leipzig, Leihe |
| Georgien               | Giorgi Tskhovrebadze | RK Zagreb              |
| Stand: 13. August 2025 |                      |                        |

#### Transfers zur Saison 2026/27
| Zugänge               | Zugänge | Zugänge           |
| Nation                | Name    | abgebender Verein |
| --------------------- | ------- | ----------------- |
|                       | n.n.    |                   |
| Stand: 28. April 2025 |         |                   |

| Abgänge               | Abgänge       | Abgänge             |
| Nation                | Name          | aufnehmender Verein |
| --------------------- | ------------- | ------------------- |
| Deutschland           | Julian Köster | THW Kiel            |
| Stand: 28. April 2025 |               |                     |

### Bekannte ehemalige Spieler
- Kristján Arason
- Alexander Bommes
- Heiner Brand
- Jochen Brand
- Klaus Brand
- Frank Dammann
- Joachim Deckarm
- Andreas Dörhöfer
- Traian Dumitru
- Mark Dragunski
- Rune Erland
- Nándor Fazekas
- Jochen Feldhoff
- Claus Fey
- Christian Fitzek
- Róbert Gunnarsson
- Stefan Hecker
- François-Xavier Houlet
- Momir Ilić
- Gunnar Jaeger
- Rolf Jaeger
- Klaus Kater
- Helmut Kosmehl
- Stefan Kretzschmar
- Thomas Krokowski
- Julius Kühn
- Michael Lehnertz
- Carsten Lichtlein
- Holger Löhr
- Kentin Mahé
- Daniel Narcisse
- Rüdiger Neitzel
- Klaus-Dieter Petersen
- Adrian Pfahl
- Christian Ramota
- Erik Veje Rasmussen
- Rudi Rauer
- Dirk Rauin
- Gerd Rosendahl
- Franz-Josef Salewski
- Klaus Schlagheck
- Hansi Schmidt
- Guðjón Valur Sigurðsson
- Goran Stojanović
- Viktor Szilágyi
- Andreas Thiel
- Frank von Behren
- Drago Vuković
- Adrian Wagner
- Klaus Westebbe
- Henning Wiechers
- Erhard Wunderlich
- Kyung-Shin Yoon
- Vedran Zrnić

### Bekannte ehemalige Trainer
- Heiner Brand
- Zlatan Siric
- Alfreð Gíslason
- Petre Ivănescu
- Thomas Happe
- Horst Dreischang
- Sead Hasanefendić

### Spielorte

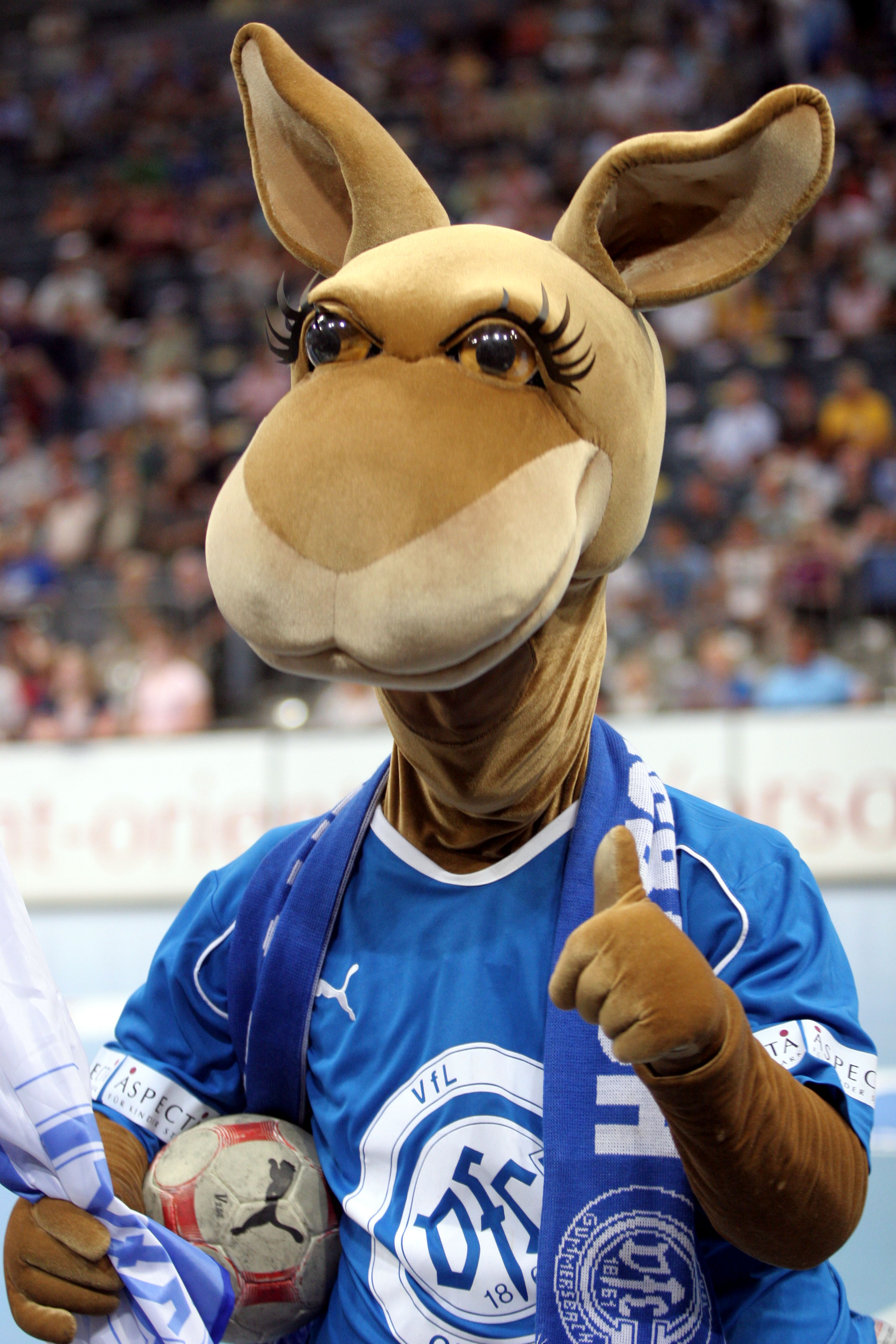
„Gummi“, das Maskottchen des VfL Gummersbach

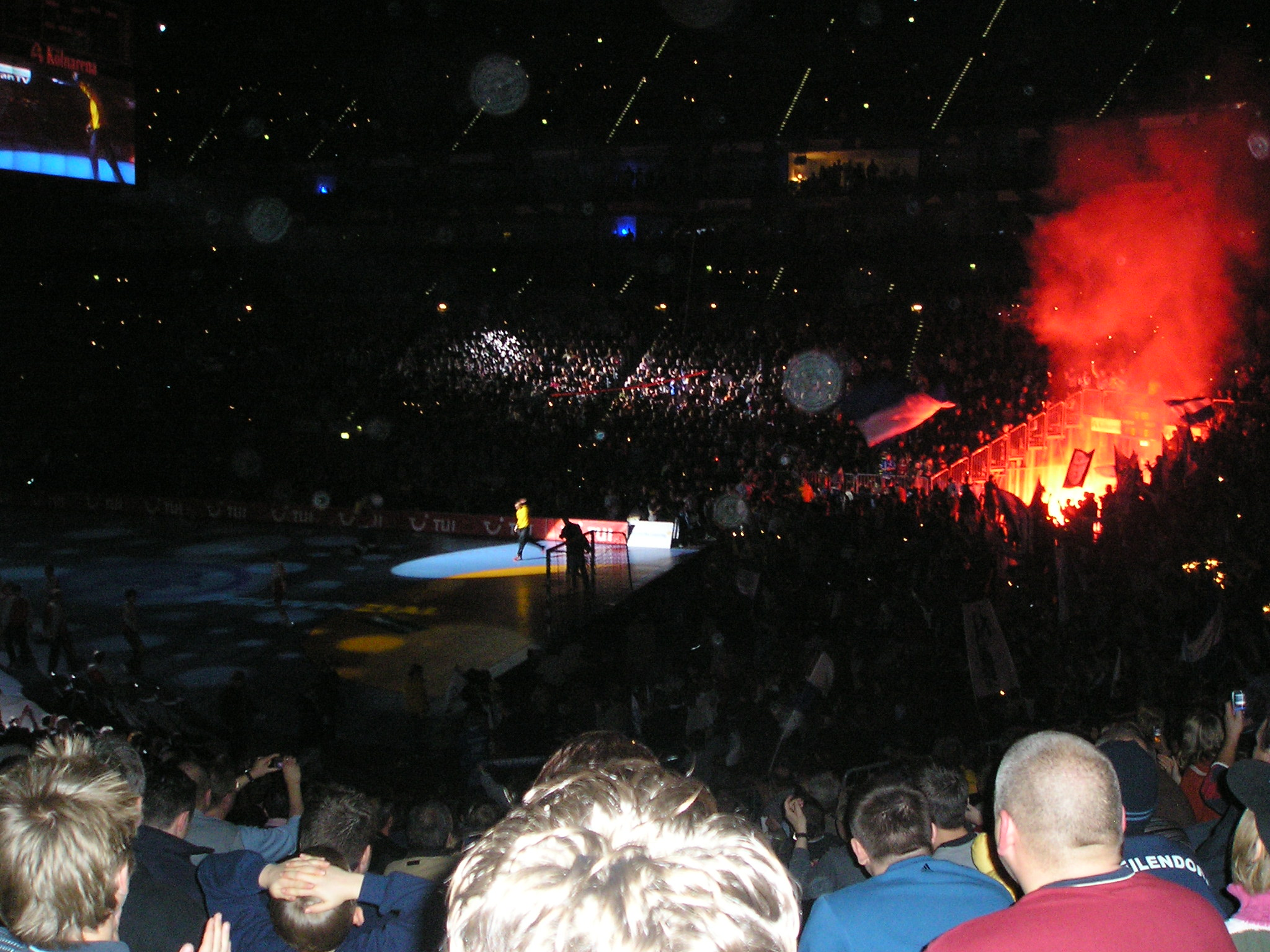
Die LANXESS Arena bei einem Spiel des VfL Gummersbach

Seit es im VfL Profihandball gibt, war die Eugen-Haas-Halle in Gummersbach Heimspielstätte der Blau-Weißen. Aufgrund der mit heute 2100 Plätzen geringen Kapazität der Halle zog der VfL aber bereits in den 1960er Jahren zu ausgewählten Spielen in andere Hallen um. Europapokalspiele bestritt der Verein zunächst in der Kölner Sporthalle, ab 1970 dann in der Regel in der Dortmunder Westfalenhalle, gelegentlich auch weiterhin in der Sporthalle Köln. Nachdem 1998 die LANXESS Arena in Köln fertiggestellt war, gab es schon früh Pläne zum Umzug in die große Multifunktionshalle. Jedoch kam es erst am 30. November 2001 zum ersten Spiel des VfL in Köln. Dabei wurde gegen den THW Kiel mit 18.576 und 2004 im Spiel gegen den SC Magdeburg mit 19.154 Zuschauern der inoffizielle Weltrekord für Zuschauerbesuche bei Vereinsmannschaftsspielen aufgestellt, der jedoch ein halbes Jahr später durch ein Bundesligaspiel des TBV Lemgo gegen den THW Kiel in der Arena auf Schalke wieder gebrochen wurde. Die höchste offizielle Zuschauerzahl eines Spiels des VfL Gummersbach wurde am 16. März 2007 im Bundesligaspitzenspiel gegen den THW Kiel mit 19.403 Zuschauern erreicht. Ab 2005 bestritt der VfL regelmäßig Ligaspiele in der LANXESS Arena. In der Saison 2007/08 wurden alle 17 Bundesliga-Heimspiele des VfL in der Kölnarena ausgetragen. Dadurch erhoffte sich der Verein Mehreinnahmen in sechsstelliger Höhe pro Saison. Auch alle Spiele der EHF Champions League fanden in Köln statt. Diese Rechnung ging aber nicht auf. Die hohen Hallenkosten und die auf Dauer nur mäßige Zuschauerresonanz in Köln ließen den VfL in die Eugen-Haas-Halle zurückkehren.
Internationale Erfolge veranlassten die Stadt Gummersbach, den Bau einer neuen Arena zu bewilligen. Dabei entstanden für den VfL keinerlei Kosten. Die 10,7 Mio € teure Multifunktionshalle wurde vom Land Nordrhein-Westfalen, der Stadt und einer Sponsorengesellschaft finanziert, die sich die Namensrechte der neuen Arena gesichert hat. Die neue Halle trägt den Namen Schwalbe-Arena, benannt nach dem Fahrradreifenhersteller und ehemaligen Hauptsponsor der Profihandballer. Sie bietet 4.132 Zuschauern Platz und verfügt über einen angeschlossenen Businessbereich und VIP-Logen. Der Bau begann am 17. Oktober 2012 mit dem ersten Spatenstich, eingeweiht wurde die Halle am 9. und 10. August 2013 mit einem Handballturnier. Der VfL zog zur Bundesliga-Saison 2013/14 in die Arena um. Mit der neuen Halle erhoffte sich der Verein insbesondere eine höhere Attraktivität für eventuelle Sponsoren und Spieler sowie steigende Zuschauereinnahmen. Tatsächlich stieg ab 2023 der Zuschauerzuspruch stark an. Das Dauerkartenkontigent ist binnen Tagen ausverkauft, so auch die Halle bei den Heimspielen. Ein jährliches "Highlight-Spiel" in der LANXESS-Arena, in der Saison 2024/25 beispielsweise gegen die Füchse Berlin, ist mit 19.000 Zuschauern ebenfalls ausverkauft und hebt den jährlichen Zuschauerschnitt über die Fassungskapazitäten der Schwalbe-Arena. Diese wurde von der Vereinsführung 2025 in einer Mitteilung als "zu klein" kommuniziert.

### Größte Erfolge
- Deutscher Meister 1966, 1967, 1969, 1973, 1974, 1975, 1976, 1982, 1983, 1985, 1988, 1991
- Deutscher Vizemeister 1968, 1970, 1972, 1978, 1980, 1981
- Deutscher Pokalsieger 1978, 1979, 1982, 1983, 1985
- Europapokalsieger der Landesmeister 1967, 1970, 1971, 1974, 1983
- Europapokalsieger der Pokalsieger 1978, 1979, 2010, 2011
- IHF/EHF-Pokalsieger 1982, 2009
- Europameister der Vereinsmannschaften 1979, 1983

### Entwicklung der Zuschauerzahlen
| Saison  | Zuschauerschnitt    |
| ------- | ------------------- |
| 2004/05 | 7.106               |
| 2005/06 | 10.484              |
| 2006/07 | 8.702               |
| 2007/08 | 6.067               |
| 2008/09 | 4.884               |
| 2009/10 | 3.708               |
| 2010/11 | 2.675               |
| 2011/12 | 2.421               |
| 2012/13 | 2.012               |
| 2013/14 | 3.586               |
| 2014/15 | 3.643               |
| 2015/16 | 4.271               |
| 2016/17 | 3.779               |
| 2017/18 | 3.410               |
| 2018/19 | 3.232               |
| 2019/20 | 2.991               |
| 2020/21 | 110 (coronabedingt) |
| 2021/22 | 2.171               |
| 2022/23 | 3.696               |
| 2023/24 | 3.987               |
| 2024/25 | 5.006               |

### Ehrungen

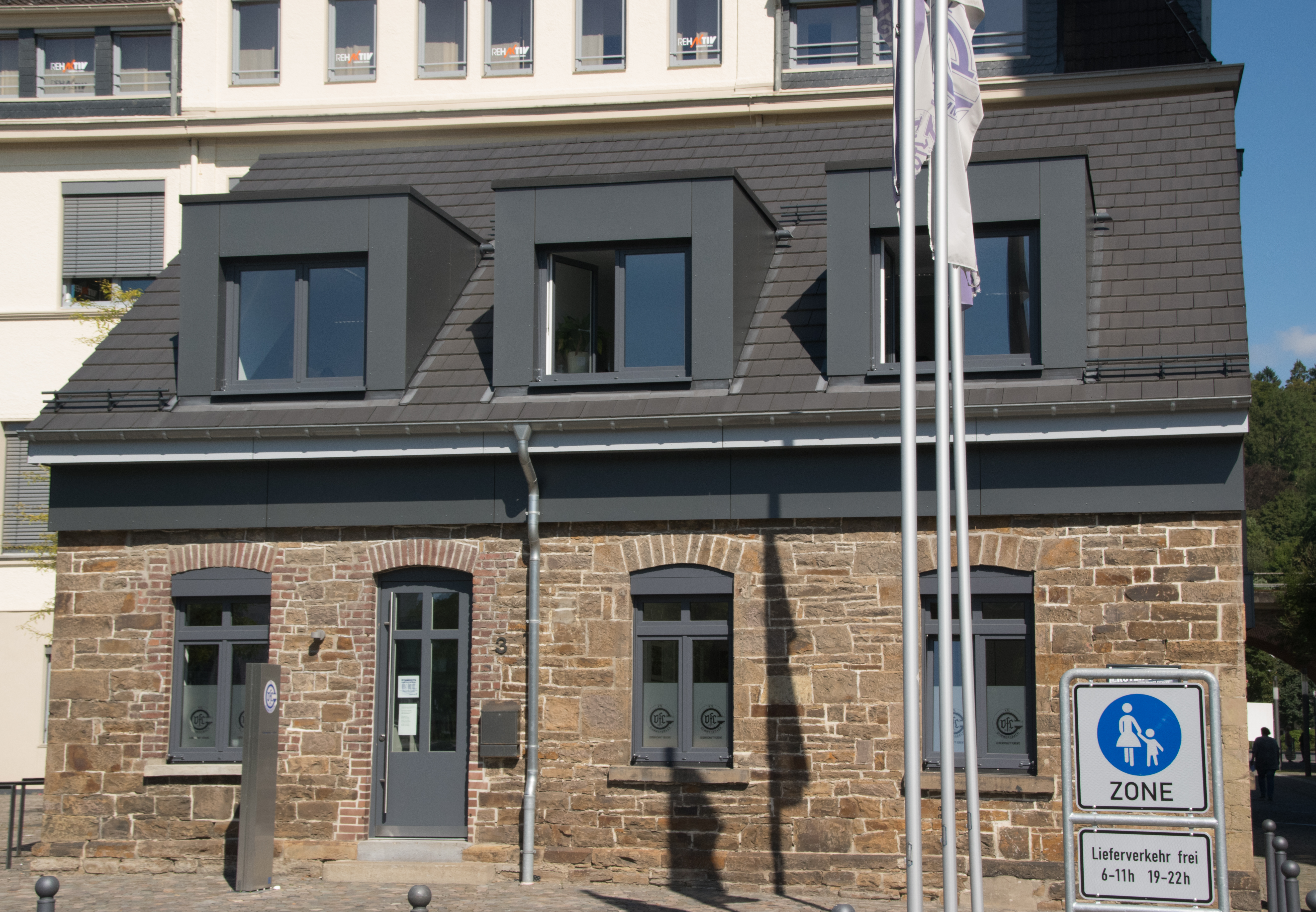
Geschäftsstelle des VfL Gummersbach

- 1983: Mannschaft des Jahres

### 2. Mannschaft
Die zweite Mannschaft des VfL spielte in den achtziger Jahren zeitweilig in der Handball-Regionalliga West, der damaligen dritten Liga. Seit der Saison 2011/12 spielt die Zweitvertretung des VfL wieder drittklassig in der neuen 3. Liga West. Zur Förderung der Nachwuchsarbeit spielt die 2. Mannschaft seit der Saison 2024/25 in U20-Besetzung.

### Jugend
- U17 Westdeutscher Meister & U17 2. Platz deutsche Meisterschaft 2008/09
- U19 2. Platz deutsche Meisterschaft 2011/12
- U17 Mittelrhein Meister & U17 3. Platz deutsche Meisterschaft 2013/14
- U15 Mittelrhein Meister & U15 Halbfinale WHV-Meisterschaft 2013/14
- U15 Mittelrhein Meister & U15 Halbfinale WHV-Meisterschaft 2014/15
- U15 Mittelrhein Meister & 2. Platz westdeutsche Meisterschaft 2016/17
- U19 Halbfinale deutsche Meisterschaft 2017/18
- U17 Viertelfinale deutsche Meisterschaft 2018/19
- U17 Halbfinale deutsche Meisterschaft 2022/23

- Das Grüne Band für vorbildliche Talentförderung im Verein 2007
- Das Grüne Band für vorbildliche Talentförderung im Verein 2015

## Fußball im VfL
Am 23. Januar 1910 wurde der FC Teutonia Gummersbach gegründet, der sich noch im gleichen Jahr in Viktoria Gummersbach umbenannte. Im April 1913 fusionierte die Viktoria mit dem FC Komet Gummersbach und der Betriebssportgemeinschaft der Firma Steinmüller zum SSV Gummersbach. In den 1930er Jahren spielte der SSV in der seinerzeit zweitklassigen Bezirksklasse, bevor der Club 1937 im VfL Gummersbach aufging. Nach dem Ende des Zweiten Weltkrieges wurde der SSV Gummersbach am 12. August 1945 neu gegründet. Doch schon während der Saison 1945/46 schloss sich der Verein wieder dem VfL an und spielte in der 1. Kreisklasse Oberberg. 1954 wurden die VfL-Fußballer Kreismeister und stiegen in die Bezirksklasse auf. Dort wurden die Gummersbacher 1958 Vizemeister hinter dem SV 09 Eitorf. 1967 beendete der VfL die Bezirksklassensaison punktgleich mit dem TuS Lindlar. Vor 5.000 Zuschauern im neutralen Engelskirchen siegten die Gummersbacher mit 1:0 und stiegen in die Landesliga auf.
In der Landesliga kämpfte die Mannschaft zunächst gegen den Abstieg, ehe sie 1975 Vizemeister hinter dem TuS Lindlar wurde und den Aufstieg in die Verbandsliga Mittelrhein, die damals höchste Amateurliga, um nur einen Punkt verpasste. Drei Jahre später trugen die VfL-Fußballer ein Freundschaftsspiel gegen die japanische Nationalmannschaft aus, bevor die Gummersbacher 1979 in die Bezirksliga und vier Jahre später in die Kreisliga A absteigen mussten. Nach dem sofortigen Wiederaufstieg kehrten die Gummersbacher in der Saison 1988/89 noch einmal in die Landesliga zurück und pendelten danach zwischen Bezirksliga und Kreisliga A. Als im Jahre 2000 dem VfL Gummersbach durch die hohen Schulden der Handballabteilung die Insolvenz drohte, spalteten sich die VfL-Fußballer im März 2000 als 1. FC Gummersbach ab.

## Tischtennis im VfL
1947 gründete sich eine Tischtennisabteilung. 1950 gelang der Herrenmannschaft um F. Öffner, H. Öffner, Gert Bubenzer, Mylenbusch, Hennes, Holzapfel, Wagner und Glodde der Aufstieg in die Oberliga, der damals höchsten deutsche Spielklasse, aus der er ein Jahr später wieder abstieg. Daraufhin zog sich die Mannschaft vom Spielbetrieb zurück.